# Juan Cruz Fernández
Juan Cruz Fernández (Campana, 7 de febrero de 1980) es un remero argentino. Es remero del Campana Boat Club de su ciudad natal. De entre sus muchos logros y títulos como remero federado se destaca la medalla dorada que obtuvo junto a Fernando Loglen y al timonel Patricio Mouche (ambos del club Canottieri Italiani de Tigre) en el Campeonato Mundial Júnior de Remo disputado en Ottensheim, Austria el 8 de agosto de 1998 en la categoría 2 con timonel
De poco más de 1,8 m de estatura y unos 100 kg, Juan Cruz Fernández ha sido y aún es uno de los máximos exponentes del deporte de la ciudad de Campana, y seguramente sea, después de Sergio Fernández, el más emblemático deportista surgido en el Campana Boat Club en su historia. Tanto es así que en el año 2008, la CUCEI lo condecoró con la Orden de la Campana por acción deportiva.
Ganador en Argentina de más de 67 regatas y de siete títulos argentinos en distintas especialidades, Juan Cruz fue parte de la década dorada del remo del Campana Boat Club (1995-2005). Bajo la tutela del entrenador Javier Murillo, Juan Cruz obtuvo también muchos logros a nivel continental: fue campeón sudamericano en 6 ocasiones, representó a clubes de diferentes países, y fue convocado a la selección nacional de remo en varias ocasiones.
Entre el 2002 y el 2008 se desempeñó como remero del Club de Regatas Lima, Perú obteniendo 15 campeonatos nacionales y participaciones en Regatta Royal Canadian Henley, St. Catherines-Canadá obteniendo el 5.º. Puesto en el 8. Participó, además, en la Regata Guayaquil-Posorja, denominada “La más larga del Mundo” con un recorrido de 56 millas náuticas un equivalente a 112 kilómetros.
Durante el 2010 se desempeñó como remero del Club Raspas A.E. en el País Vasco, obteniendo un oro en el cuádruple par en el Campeonato Vasco de Remo y una medalla de plata en el doble par. Además, participó de la Liga de “Traineras” 2010 como remero de ese mismo Club.
Logró también la medalla de bronce en el Campeonato Argentino 2010 en el doble par junto a Nicolás Sánchez e incursionó con éxito en la modalidad “travesía” en donde obtuvo un segundo y un primer puesto, se consagró Campeón Peruano de Remoergómetro convirtiéndose en plusmarquista para la categoría sénior A de ese país, con un tiempo de 6:08 homologado por la Federación Peruana de Remo. Actualmente entrena con vistas a integrar la selección Nacional Argentina.

## Palmarés
- Cantidad de regatas ganadas: 65
- Campeonatos argentinos ganados: 8

| LUGAR         | FECHA      | CATEGORIA       | TITULO           |
| ------------- | ---------- | --------------- | ---------------- |
| Mar Del Plata | 05/10/1995 | (4+) Menor      | Campeón Nacional |
| Santa Fe      | 02/11/1997 | (4-) Júnior     | Campeón Nacional |
| Tigre         | 08/11/1998 | (2x) Júnior     | Campeón Nacional |
| Tigre         | 08/11/1998 | (2x) Sénior “B” | Campeón Nacional |
| Tigre         | 08/11/1998 | (2x) Sénior “A” | Campeón Nacional |
| Tigre         | 10/10/1999 | (2x) Sénior “B” | Campeón Nacional |
| Tigre         | 16/10/2003 | (4-) Sénior “A” | Campeón Nacional |
| Tigre         | 13/11/2011 | (8+) Sénior “A” | Campeón Nacional |

- Campeonatos sudamericanos ganados: 6

| LUGAR              | FECHA         | CATEGORIA     | TITULO               |
| ------------------ | ------------- | ------------- | -------------------- |
| Asunción, Paraguay | 6-7/12/1997   | (4+) Júnior   | Campeón Sudamericano |
| Asunción, Paraguay | 6-7/12/1997   | (4-) Júnior   | Campeón Sudamericano |
| Asunción, Paraguay | 6-7/12/1997   | (8+) Júnior   | Campeón Sudamericano |
| Tigre              | 12-13/12/1998 | (2x) Júnior   | Campeón Sudamericano |
| Tigre              | 12-13/12/1998 | (8+) Sénior A | Campeón Sudamericano |
| Tigre              | 10-11/12/2000 | (8+) Sénior A | Campeón Sudamericano |

- Campeonatos internacionales

| LUGAR                                                                                   | FECHA            | CATEGORIA     | TITULO            |
| --------------------------------------------------------------------------------------- | ---------------- | ------------- | ----------------- |
| Campeonato Mundial Júnior de Remo - Ottensheim, Austria                                 | 08/08/1998       | (2+) Júnior   | Campeón Mundial   |
| Regata Internacional “Memorial Paolo D` Aloja”, Piediluco, Italia                       | 8-9/05/1999      | (8+) Sénior A | 5° Puesto         |
| 2.ª Copa Pinheiros - San Pablo, Brasil                                                  | 17-18-19/09/2009 | (1x) Sénior A | 10° Puesto        |
| US Rowing National Championship Regatta - Cooper River Park, New Jersey, Estados Unidos | 20-21/07/2003    | (4+) Sénior A | 5.º puesto        |
| US Rowing National Championship Regatta - Cooper River Park, New Jersey, Estados Unidos | 20-21/07/2003    | (8+) Sénior A | 2.º puesto        |
| Campeonato Nacional Ecuatoriano de Remoergometro - Guayaquil, Ecuador                   | 03/03/2008       | Sénior A      | Campeón (+récord) |
| Regata Internacional de Burdeos, Francia                                                | 28/05/2011       | Sénior A      | 1.er puesto       |

- Logros como remero en Perú

| LUGAR                 | FECHA      | CATEGORIA     | TITULO                                                                 |
| --------------------- | ---------- | ------------- | ---------------------------------------------------------------------- |
| La Punta-Callao, Perú | 21/09/2002 | Sénior A/B    | Campeón Nacional de Remoergómetro                                      |
| La Punta-Callao, Perú | 29/09/2002 | (4x) Sénior A | Ganador del IX Torneo del 'Club de Leones del Callao'                  |
| La Punta-Callao, Perú | 13/10/2002 | (2+) Sénior B | Campeón Nacional                                                       |
| La Punta-Callao, Perú | 13/10/2002 | (4-) Sénior B | Campeón Nacional                                                       |
| La Punta-Callao, Perú | 13/10/2002 | (8+) Sénior B | Campeón Nacional                                                       |
| La Punta-Callao, Perú | 20/10/2002 | (2-) Sénior A | Campeón Torneo Marina de Guerra Perú                                   |
| La Punta-Callao, Perú | 20/10/2002 | (4+) Sénior A | Campeón Torneo Marina de Guerra Perú                                   |
| La Punta-Callao, Perú | 03/11/2002 | (2-) Sénior B | Campeón Nacional                                                       |
| La Punta-Callao, Perú | 03/11/2002 | (4+) Sénior B | Campeón Nacional                                                       |
| La Punta-Callao, Perú | 03/11/2002 | (8+) Sénior B | Subcampeón Nacional                                                    |
| La Punta-Callao, Perú | 26/04/2003 | (4+) Libre    | 2° Puesto, Regata de Resistencia La Punta-Chorrillos                   |
| La Punta-Callao, Perú | 29/06/2003 | (2-) Sénior A | 1° Puesto / 2° fecha del Calendario Oficial de Regatas                 |
| La Punta-Callao, Perú | 29/06/2003 | (4-) Sénior A | 1° Puesto / 2° fecha del Calendario Oficial de Regatas                 |
| La Punta-Callao, Perú | 24/08/2003 | Sénior A      | Campeón Nacional de Remoergómetro                                      |
| La Punta-Callao, Perú | 07/09/2003 | (2-) Sénior A | 1° puesto / 4° fecha del Calendario Oficial de Regatas                 |
| La Punta-Callao, Perú | 07/09/2003 | (2x) Sénior A | 1° puesto / 4° fecha del Calendario Oficial de Regatas                 |
| La Punta-Callao, Perú | 21/09/2003 | (2-) Sénior A | 1° puesto / 5° fecha del Calendario Oficial de Regatas                 |
| La Punta-Callao, Perú | 05/10/2003 | (2-) Sénior A | 1° puesto / 6° fecha del Calendario Oficial de Regatas                 |
| La Punta-Callao, Perú | 05/10/2003 | (2-) Sénior A | Campeón del Torneo de Botes Chicos de la Federación Peruana de Remo    |
| La Punta-Callao, Perú | 08/10/2003 | (4x) Sénior A | Primer puesto en la Regata Social Aniversario del distrito de la Punta |
| La Punta-Callao, Perú | 01/11/2003 | (4+) Sénior A | Campeón Nacional                                                       |
| La Punta-Callao, Perú | 01/11/2003 | (4-) Sénior A | Campeón Nacional                                                       |
| La Punta-Callao, Perú | 01/11/2003 | (8+) Sénior A | Campeón Nacional                                                       |
| La Punta-Callao, Perú | 07/12/2008 | Sénior A      | Campeón Nacional de Remoergómetro                                      |
| La Punta-Callao, Perú | 10/12/2010 | Sénior A      | Campeón Nacional de Remoergómetro (marca récord, 6:08,1)               |
| La Punta-Callao, Perú | xx/xx/2011 | Sénior A      | Campeón Nacional de Remoergómetro (marca récord, 6:06,1)               |

- Logros como remero en el País Vasco

| LUGAR                                  | FECHA      | CATEGORIA     | TITULO           |
| -------------------------------------- | ---------- | ------------- | ---------------- |
| Campeonato Euskadi - Soustons, Francia | xx/06/2010 | (4x) Sénior A | Medalla dorada   |
| Campeonato Euskadi - Soustons, Francia | xx/06/2010 | (2x) Sénior A | Medalla plateada |